# Edward Sturing
Edward Jeroen Sturing (nacido el 13 de junio de 1963 en Apeldoorn, Gelderland) es exfutbolista profesional. Defensa holandés, quién jugó en tres ocasiones con la selección nacional holandesa. Jugó para el De Graafschap (1982–1987) y Vitesse Arnhem (1987–1998). Después de su carrera como futbolista se convirtió en entrenador, primero como ayudante y más tarde como entrenador principal. 

## Como entrenador
Sturing, fue nombrado, primer entrenador del FC Volendam después de la salida de Frans Adelaar al final de la temporada 2008–2009. Previamente ha sido también entrenador en el Vitesse Arnhem en varios periodos, de forma interina en 1999, 2001-2002 y 2003-2006. Desde el 1 de julio de 2016 es segundo entrenador del equipo.